# 獃秧雞
獃秧雞（Gallirallus dieffenbachii）是一種已滅絕的秧雞。牠們是紐西蘭的特有種，由於入侵的掠食者已消失。